# エルパソ国際空港
エルパソ国際空港（エルパソこくさいくうこう、英: El Paso International Airport）は、アメリカ合衆国のテキサス州エルパソ郡にある国際空港。エルパソの6km北東に立地している。

## 歴史
1929年開港。大陸横断の航空郵便ルートの中継地のひとつだった。郵便輸送は民間の航空会社に委託されていた。1934年にこの会社は他社と合併によってアメリカン航空となった。1978年の航空規制緩和法以降、新規に乗り入れる航空会社が相次いだが、サウスウエスト航空が旅客数を伸ばし、現在では約5割のシェアを占めている。

## 施設
空港の敷地面積は2699haである。旅客ターミナルは1棟で東西2つのコンコースが伸びている。搭乗口は全体で15である。

## 就航路線
| 航空会社                   | 就航地 |
| -------------------------- | --- |
| サウスウエスト航空         | ダラス（ラブフィールド）、ヒューストン（ホビー）、ラスベガス、ロサンゼルス、フェニックス、サンアントニオ、サンディエゴ、アルバカーキ、オースティン |
| アメリカン航空             | ダラス（フォートワース）、シカゴ（オヘア） |
| アメリカン・イーグル       | ダラス（フォートワース）、フェニックス、ロサンゼルス、シカゴ（オヘア）                                                                             |
| デルタ航空                 | アトランタ |
| デルタ・コネクション       | ソルトレイクシティ |
| ユナイテッド・エキスプレス | シカゴ（オヘア）、デンバー、ロサンゼルス |
| フロンティア航空           | デンバー |
| アレジアント航空           | ラスベガス |
| アラスカ航空               | シアトル |